# Raphael Cotoner
Raphael Cotoner (Rafael Cotoner i d'Olesa) – 60. Wielki Mistrz Zakonu Rycerzy Szpitalników Świętego Jana Jerozolimskiego, zwanego w tym czasie Zakonem Maltańskim, służąc na tym stanowisku od 5 czerwca 1660 (po krótkich rządach swego poprzednika Annet de Clermont-Gessanta) do swojej śmierci 20 października 1663 roku.

## Wczesne lata życia
Raphael urodził się około roku 1600 (nie znamy dokładnej daty) na Majorce. Jego ojcem był Marc Antoni Cotoner i de Santmartí, matką – Juana de Oleza i Campfullos, bratem zaś – jego następca na tronie Wielkich Mistrzów – Nicolas Cotoner.
Wiadomo, że w roku 1644 Raphael dowodził galerą Zakonu St. Laurence, która brała udział w ataku na statki tureckie, nieopodal wyspy Rodos. Akcja ta stała się powodem rozpoczęcia wojny, zwanej kandyjską.

W roku 1660 był baliwem Majorki.

## Wielki Mistrz
Został wyniesiony do godności Wielkiego Mistrza w dniu 5 czerwca 1660 roku, jako następca zmarłego zaledwie po niecałych czterech miesiącach rządów Annet de Clermont-Gessanta. Ustalona reputacja odważnego i religijnego Rycerza Zakonu, była jednym z jego atutów. Podczas stosunkowo krótkich rządów cieszył się dużą popularnością ze względu na dobre zarządzanie Zakonem, a także z powodu swej codziennej uprzejmości.
W czasie trzyletnich rządów Cotonera została wysłana ekspedycja na pomoc Wenecjanom, obleganym przez Turków w Kandii. Ich chwalebne czyny podniosły, i tak wysoką, renomę Rycerzy w Europie. W dowód wdzięczności za pomoc, i aby uhonorować rycerzy Zakonu za męstwo podczas całego oblężenia, Senat Wenecji uchwalił bezprecedensowy dekret, zezwalający członkom Zakonu Kawalerów Maltańskich na noszenie broni wewnątrz posiadłości Republiki.
Przedłużająca się wojna kandyjska w żaden sposób nie przerwała udanych wypraw morskich Zakonu, które były postrachem dla „niewiernych” i przyczyniły się do rozkwitu wyspy.

W czasie panowania tego Wielkiego Mistrza, włoski malarz Mattia Preti, zwany Calabrese, rozpoczął wykonywanie wspaniałych malunków w konkatedrze św. Jana w Valletcie. Jako rekompensatę za jego wspaniałe usługi, przyjęto go w szeregi Zakonu.
Na początku rządów Rafaela Cotonera założone zostały Upper Barrakka Gardens.

## Śmierć
Niestety, rozległe plany na przyszłość zostały brutalnie zniweczone przez niespodziewaną chorobę i zgon Wielkiego Mistrza, w wieku 63 lat. Raphael Cottoner zmarł 20 października 1663 roku, po zaledwie trzech latach panowania, w następstwie złośliwej gorączki, która objęła swym zasięgiem całą wyspę. Pochowany został w Katedrze św. Jana w Valletcie.